# Dayane Mello
Dayane Cristina Mello (Joinville, 27 febbraio 1989) è una modella e personaggio televisivo brasiliana naturalizzata italiana.

## Biografia

### Modella
Nata a Joinville nello Stato di Santa Catarina, in Brasile, ha iniziato la sua carriera di modella all'età di 16 anni dopo essere stata notata da una talent scout. Si trasferì quindi in Cile all'età di 17 anni, dopo aver vinto un concorso di bellezza, per lavorare all'interno di un'agenzia di moda di piccole dimensioni; attraverso questo lavoro è diventata in breve tempo una delle modelle più richieste in America Latina.
È stata sotto contratto con l'agenzia Elite Model Management. Protagonista di diverse copertine e servizi fotografici, nel 2011 ha prestato la sua immagine per un editoriale della rivista Sportweek realizzato alle Isole Vergini per il numero da collezione dedicato ai costumi da bagno. Selezionata per le campagne pubblicitarie di noti marchi internazionali come L'Oréal e Breil, la Mello ha lavorato anche per Yamamay, Intimissimi, Pollini, Angelo Marani e Colmar. Ha inoltre partecipato ad alcuni videoclip musicali pubblicati dai rapper will.i.am ed Emis Killa.
Nel 2015 ha posato per il calendario sexy della rivista For Men, distribuito con il numero di novembre dell'anno precedente. Nel 2016 è una delle modelle di Guess. Nello stesso anno ha sfilato durante il Festival del Cinema di Venezia, suscitando clamore mediatico a causa dello spacco del vestito e dell'apparente assenza di intimo.
Nel giugno 2021 la Mello ha inoltre lanciato sul mercato DAY Dayane And You, una linea di prodotti per il corpo ispirata a varie città del mondo a cui è lei stessa legata.

### Personaggio televisivo
Sotto contratto con l'agenzia Benegas Management, nell'autunno 2014 ha debuttato ufficialmente nella televisione italiana prendendo parte come concorrente alla decima edizione di Ballando con le stelle, in onda su Rai 1, al fianco del ballerino Samuel Peron; la coppia ha ottenuto il sesto posto in semifinale. Nell'autunno 2015 la Mello ha quindi partecipato, insieme all'alpinista Stefano Degiorgis, alla prima edizione del reality show di Rai 2 Monte Bianco - Sfida verticale; è arrivata fino alla semifinale ottenendo il quarto posto.
Ha inoltre partecipato alla dodicesima edizione del reality show di Canale 5 L'isola dei famosi in onda nell'inverno 2017. Ha partecipato, formando la coppia "Le Top" insieme alla modella Ema Kovač, all'ottava edizione del reality show di Rai 2 Pechino Express in onda all'inizio del 2020, classificandosi al terzo posto.
Dal 14 settembre 2020 al 1º marzo 2021 è stata concorrente della quinta edizione del Grande Fratello VIP, condotta da Alfonso Signorini, dove si è classificata al quarto posto. Dal 14 settembre 2021 al 3 dicembre 2021 ha preso parte al reality A Fazenda 13, trasmesso in Brasile da RecordTV, programma in cui era al decimo posto.
Dal 15 marzo al 3 maggio 2022 conduce insieme ad Andrea Dianetti Pupa Party, web-serie legata a La pupa e il secchione trasmessa sulla piattaforma Mediaset Infinity.

## Vita privata
Dal 2008 al 2012 ha avuto una relazione con l'ex tennista cileno Nicolás Massú.
La Mello è stata poi legata sentimentalmente dal 2013 al 2017 al modello italiano Stefano Sala; la coppia ha avuto una figlia di nome Sofia nel 2014.
Dal 2017 al 2019 ha avuto una relazione con Carlo Gussalli Beretta, erede della famiglia Beretta.
Nel febbraio 2021, mentre partecipava al Grande Fratello VIP come concorrente, ha ricevuto la notizia della morte di suo fratello Lucas, avvenuta in un incidente stradale in Brasile; la Mello ha deciso tuttavia di rimanere in gioco.

## Controversie
Nel settembre 2021, nel corso della partecipazione della Mello al reality show A Fazenda 13, sono diventati virali alcuni video della stessa in cui riceverebbe, in stato di ubriachezza e quasi priva di sensi, molestie da parte di un altro concorrente, il cantante Nego do Borel, squalificato poi dal programma.

## Programmi televisivi
- Ballando con le stelle 10 (Rai 1, 2014) – concorrente
- Monte Bianco - Sfida verticale (Rai 2, 2015) – concorrente
- L'isola dei famosi 12 (Canale 5, 2017) – concorrente
- Pechino Express 8 (Rai 2, 2020) – concorrente
- Grande Fratello VIP 5 (Canale 5, 2020-2021) – concorrente
- Scherzi a parte 15 (Canale 5, 2021) - vittima
- A Fazenda 13 (RecordTV, 2021) – concorrente
- Miss Teenager Original 2022 (Odeon TV, 2022) – co-conduttrice
- Alessandro Borghese - Celebrity Chef (TV8, 2022) Concorrente

### Web TV
- Pupa Party (Mediaset Infinity, 2022) – conduttrice

## Altre attività

### Calendari
- For Men (2014)

### Campagne pubblicitarie
- Breil (2011)
- Pollini (2013)
- Impero Couture (2015)
- Yamamay (2016)

### Opere
- Dayane Mello, La bambina che dormiva sempre con la luce accesa, Baldini+Castoldi, 2023, ISBN 979-1254940853.

### Video musicali
- I Wanna Trust in Santa (... a Christmas Tale) dei The Crocs (2013)
- Blocco Boyz di Emis Killa (2014)

## Riconoscimenti
- BreakTudo Awards
  - 2020 – Candidatura alla miglior reality star[37][38]